# Змієїд мадагаскарський
Змієїд мадагаскарський (Eutriorchis astur) — вид яструбоподібних птахів родини яструбових (Accipitridae). Ендемік Мадагаскару. Це єдиний представник монотипового роду Мадагаскарський змієїд (Eutriorchis).

## Опис
Мадагаскарський змієїд — хижий птах середнього розміру з довгим, заокругленим на кінці хвостом і короткими заокругленими крилами. Його довжина становить 58-66 см, розмах крил 98-110 см, вага 700–800 г. Верхня частина тіла темно-сірувато-коричнева, нижня частина тіла світло-сіра, поцяткована темними смужками. Очі жовті, дзьоб чорний, міцний і гачкуватий, лапи світло-жовті, сильні. Голос гучний. Самки мають більші розміри, ніж самці.

## Поширення і екологія
Мадагаскарські змієїди живуть у вологих рівнинних тропічних лісах на північному сході Мадагаскару, від Національного парку Заґамена на півдні до Національного парку Марожежі на півночі, а також на північному сході Мадагаскарського нагір'я. Зустрічаються на висоті до 1200 м над рівнем моря (переважно на висоті від 400 до 1000 м над рівнем моря). Загальна площа ареалу поширення виду оцінюється у 16600 км².

## Поведінка
Мадагаскарські змієїди ведуть денний спосіб життя. Вони полюють на ящірок (хамелеони і гекони становить 83 % його раціону), та на жаб (16 % раціону), Повідомлення про впольованих мадагаскарським змієїдом лемурів і курей, імовірно, з'являються через плутання рідкісного змієїда з більш поширеним на північному заході Мадагаскару брунатним яструбом, через зовнішну схожість цих двох птахів.
Єдине відоме гніздо мадагаскарського змієїда знаходилося на висоті 20 м над землею на дереві, в заростях епіфітних папоротей. Інкубаційний період триває 21 день, пташенята покидають гніздо у віці 62 днів. Батьки піклуються про пташеня протягом 6 тижнів.

## Збереження
З 1874 по 1930 роки було зібрано лише 10 зразків мадагаскарського змієїда. До 1990 року вид вважався вимерлим, однак в 1990 році в заповіднику Амбатоваки був знайдений мертвий птах. В 1997 році дослідники вперше знайшли гніздо мадагаскарського змієїда. З 1993 по 1998 роки науковці спосерігали 15 особин в 9 різних місцях.
МСОП класифікує цей вид як такий, що перебуває під загрозою зникнення. За оцінками дослідників, популяція мадагаскарських змієїдів становить від 250 до 1000 птахів. Їм загрожує знищення природного середовища.